# Friday the 13th: The Game
Friday the 13th: The Game (título en español: Viernes 13: El Juego) es un videojuego de terror y supervivencia asimétrico de 2017 desarrollado por IllFonic y publicado por Gun Media. Está basado en la franquicia Friday the 13th. El juego se lanzó el 26 de mayo de 2017 en formato digital y posteriormente el 13 de octubre de 2017 en formato físico para PlayStation 4 y Xbox One. La versión para Nintendo Switch se lanzó el 13 de agosto de 2019. Actualmente se está desarrollando una secuela.
Friday the 13th: The Game enfrenta a hasta siete jugadores que controlan a los consejeros del Campamento Crystal Lake contra un jugador que controla a Jason Voorhees. Es un juego de mundo semiabierto, que permite a los jugadores explorarlo más a fondo.

## Jugabilidad
Friday the 13th: The Game fue un videojuego de terror y supervivencia en tercera persona de mundo semiabierto ambientado durante la década de 1980 en una variedad de ubicaciones dentro y alrededor del ficticio Camp Crystal Lake de la franquicia Friday the 13th.
El juego era un videojuego multijugador asimétrico, con hasta ocho jugadores disponibles en una sesión. Un jugador es seleccionado al azar para controlar a Jason Voorhees cuyo objetivo es eliminar a tantos consejeros como sea posible antes de que se agote el tiempo. Jugar como Jason otorga habilidades especiales con límite de tiempo, incluida la capacidad de sentir a los consejeros cercanos y teletransportarse a cualquier parte del mapa. Los jugadores restantes controlan a los consejeros, quienes pueden aturdir temporalmente a Jason con petardos y trampas para osos, además de las diversas armas de proyectiles y cuerpo a cuerpo que se encuentran por todo el mapa. Un jugador del lado del consejero también puede controlar a Tommy Jarvis, quien se vuelve jugable al cumplirse ciertas condiciones. El objetivo principal de jugar como consejero es escapar con vida del mapa. Esto se puede lograr más rápido completando los objetivos secundarios (más fáciles de completar en coordinación con otros jugadores). Estos objetivos permitirán a los consejeros escapar o sobrevivir el tiempo suficiente hasta que se agote el tiempo de la sesión. Jason también puede morir con una "condición de victoria épica" que requiere trabajo en equipo y planificación, y es difícil de lograr. Para matar a Jason, se necesita un personaje femenino que encuentre la choza de Jason, se ponga el suéter de Pamela Voorhees y afirme que es la madre de Jason frente a él si le han quitado la máscara, distrayéndolo mientras Tommy ataca a Jason.
Aunque el juego originalmente estaba planeado para ser solo multijugador, se anunció un modo para un solo jugador a través de una actualización para un lanzamiento en el verano de 2017, a pesar de que no se alcanzó el objetivo de US$1.625 millones para desbloquearlo. El modo consiste en misiones basadas en objetivos que permiten al jugador controlar a Jason contra bots monitores de campamento offline. Algunas misiones son adaptaciones de las películas, mientras que otras son escenarios originales.
El 27 de octubre de 2017, Gun lanzó un tráiler que adelantaba un nuevo modo de juego llamado Paranoia. Sin embargo, el 1 de febrero de 2018, se anunció que el desarrollo del modo Paranoia se suspendería para centrarse en la nueva función de servidores dedicados.
El 31 de diciembre de 2024, los servidores de Friday the 13th: The Game se cerraron, lo que marcó el final del juego por completo.

### Ambientación
Hay cinco mapas principales disponibles, cada uno basado en localizaciones de las cinco primeras películas y ambientado en la época de las mismas. Las partidas pueden tener lugar en Camp Crystal Lake, escenario de la primera película, en 1979; Packanack Lodge, escenario de la segunda película, en 1984; Higgins Haven, escenario de la tercera película, en 1984; Jarvis House, escenario de la cuarta película, en 1984; y Pinehurst, escenario de la quinta película, en 1989.
Camp Crystal Lake, Higgins Haven y Packanack Lodge fueron los mapas originales disponibles, mientras que Jarvis House y Pinehurst estuvieron disponibles en octubre de 2017 y enero de 2018, respectivamente.

## Desarrollo
Después IllFonic polarizó el remake del 2012 de Nexuiz y Gun Media Breach & Clear: Deadline en 2015, IllFonic puso a trabajar en un juego titulado Slasher Vol. 1: Summer Camp, con pequeños detalles sobre su fecha de lanzamiento con Gun, en el que la historia tuvo lugar en Camp Forest Green. El director de Friday the 13th Sean S. Cunningham estaba en conversaciones acerca de un próximo juego basado en la franquicia de Friday the 13th. También es el primer videojuego que IllFonic ha desarrollado con el Unreal Engine 4, partiendo de CryEngine después del anuncio del Project Advena.

Sean S. Cunningham vino a nosotros a principios de 2015, pero rápidamente descubrió que no se trataba de las conversaciones normales de trabajo que tendría cuando intenta obtener una licencia tan importante como el de Friday the 13th. Era totalmente diferente. Fue una conversación basada en la admiración mutua y respeto por lo que cada uno había creado. Sean se dio cuenta de inmediato la pasión que teníamos por Friday the 13th, y después de varias reuniones increíbles en los próximos meses, se decidió actualizar nuestros planes para Summer Camp y obtener la licencia del juego de Friday the 13th. Después de varias reuniones increíbles en los próximos meses, Sean nos sorprendió al ofrecer la licencia de videojuego de Friday the 13th 13.

El Director ejecutivo y productor Randy Greenback organizó un BackerKit y una campaña de Kickstarter para financiar el desarrollo del juego. En general, US$422,866 fueron recibidos por 18.068 partidarios en BackerKit y alrededor de US$823,704,20 de 12.128 partidarios de Kickstarter, recogiendo aproximadamente US$1,246,570,20 de ambas plataformas, convirtiéndose en el puesto N°95 de los proyecto más esperados de todos los tiempos.
El 13 de octubre de 2015, se anunció que Slasher Vol. 1: Summer Camp se había convertido en Friday the 13th: The Game, con un tráiler anuncio publicado por Gun en su canal de YouTube el mismo día.
En Halloween, Harry Manfredini subió un video en el canal de YouTube de Guy con los archivos en su monitor de la computadora que serán vistos parcialmente, lo que implica que está componiendo música para el juego.
El 4 de noviembre, Guy lanzó unos pequeños cortos a través de las épocas de ambientación del juego, mientras que creaban el pre-alfa de desarrollo. El 10 de noviembre, IllFonic publicó un video en el canal YouTube de Guy, que puso de relieve las pruebas y desarrollo para el juego, incluyendo el modelado 3D para Jason.
El 25 de febrero de 2016, Guy y IllFonic sacaron la filmación de las cámaras mostrando Hodder con Tarah Paige and Ryan Staats, los dos actores que jugarán los hombres y mujeres asesoras en el juego, la realización de captura de movimiento en el dominio digital. Las imágenes muestran a Hodder realizando una lista de animaciones de interrupción del juego, con amañadas personajes de marcador de posición utilizados para realizar un seguimiento de las muertes y las animaciones en tiempo real. Esto pronto fue vuelto a subir el Bloody Disgusting en el mismo día.
Un panel desarrollador de Guy Media y IllFonic apareció en la PAX 2016 en enero con archivos de material alfa y una lista de animaciones de interrupción, con el juego lanzado en el Electronic Entertainment Expo 2016 en junio.
El 2 de septiembre, Guy lanzó en PAX West el tráiler del juego, titulado "XIII". El tráiler mostró animaciones con el asesino  diseñados específicamente por Tom Savini, mientras está ajustado en "XIII" por Crazy Lixx.
El juego salió a la venta mundialmente el 26 de mayo, 2017 y la campaña se dará a conocer en la Q3 2017.

### Cabina virtual
El 30 de junio de 2016 IllFonic previsualizó diariamente el desarrollo 3D para complementar detrás de las cámaras, entrevistas, material de archivo, y en el desarrollo de la llamada "Cabina virtual". Además de una visión general, la cabina tiene salas de elementos que albergan información sobre personajes o escenas o los Huevos de Pascua. Un cuarto elemento llamado "Sala de Jason" se abrió el 18 de julio de 2016 y una sala que contiene los principales consejeros se abrió el 12 de agosto de 2016.

### Problemas Legales
El 11 de junio de 2018, Gun Media anuncio que todas las actualizaciones de contenido y DLC futuros para el juego quedaban cancelados, citando la disputa legal entre Cunningham y Victor Miller sobre los derechos legales de las cintas originales de la franquicia, siendo Miller quien ganara dicha disputa legal, sin embargo también confirmaron que el juego solo será actualizado para manutención.
Él 25 de septiembre de 2018, se anunció que "Black Tower Studios" serían los nuevos desarrolladores del videojuego.

### Cierre de los Servidores
El modo en línea de Friday the 13th: The Game finalizó debido a la expiración de la licencia de la franquicia y a problemas legales relacionados con los derechos de autor. El juego fue retirado de las tiendas el 31 de diciembre de 2023, y los servidores en línea se mantuvieron activos hasta el 31 de diciembre de 2024.
A partir de entonces, solo es posible jugar en modos sin conexión contra personajes controlados por la inteligencia artificial.

## Banda Sonora
Harry Manfredini, que creó la banda sonora de la película original, compondrá la banda sonora del videojuego. La copia física contará con el arte concepto original del juego y notas en el juego.
Durante el desarrollo, Guy lanzó dos pistas de la próxima banda sonora, que dio a conocer como "Harry Manfredini Full Track - 01" el 9 de noviembre de 2015 y "Harry Manfredini Full Track - 02" el 14 de mayo de 2016.
Un tráiler del juego lanzado para el PAX West 2016 ofreció el tema para el juego, "Killer", grabada por Crazy Lixx. En la radio la canción que más suena es "Summer of Heat" por Mitch Murder y Kristine.

## Recepción
Tras su publicación, Friday the 13th: The Game recibió críticas mixtas de los críticos, con la versión de Microsoft Windows que sostiene una puntuación de 61/100 indicando críticas mixtas o media, basado en cinco exámenes crítico, en Metacritic.